# Тип-Топ — звуковой изобретатель
«Тип-Топ — звуковой изобретатель» — советский звуковой мультипликационный фильм 1929 года, снятый на фабрике «Совкино». Один из первых экспериментов с синхронизированным звуком в советской анимации. Фильм являлся продолжением мультфильма «Тип-Топ в Москве».

## Сюжет
Рисованный персонаж Тип-Топ, звуковой изобретатель, путешествует по Европе и Америке с «тон-аппаратом» (звукозаписывающим устройством). Лента сочетает элементы мультипликации и хроники, представляя собой политсатиру на западные страны.

## Производство
Фильм снят по системе звукозаписи инженера А. Ф. Шорина. Режиссёрами выступили Абрам Роом и Григорий Левкоев, сценарий написан совместно с Владимиром Легошиным.
Художественная анимация выполнена Александром Ивановым. Музыкальное сопровождение основано на экспериментальном 48-ступенном строе Арсения Авраамова, композиторы — Александр Цфасман, Георгий Римский-Корсаков и другие.

### Создатели
| Авторы сценария           | Абрам Роом, Григорий Левкоев, Владимир Легошин |
| Кинорежиссёры             | Абрам Роом, Григорий Левкоев                   |
| Художник-мультипликатор   | Александр Иванов                               |
| Музыкальное сопровождение | Александр Цфасман, Георгий Римский-Корсаков    |

## Показ и критика

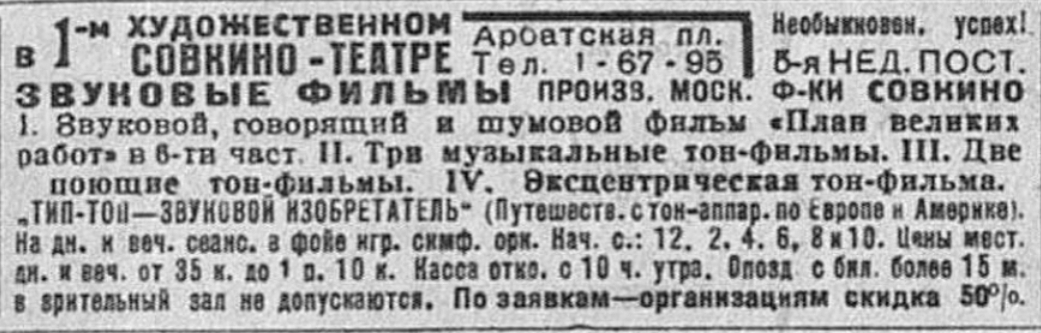
Показ мультфильма на Арбатской площади

Фильм демонстрировался в составе «Звуковой сборной программы № 1» с 1929 года в кинотеатрах СССР (например, в Москве на Арбатской площади и в Татиле). Сам выпуск открывала речь Луначарского о значении звукового кино. Однако фильм вызвал неоднозначную реакцию в советской прессе. Некоторые обозреватели обвинили его в «подражательности буржуазным образцам»
Но в газете «Известия», 1930, № 238, мультфильм оценили, в частности, относительно удачный синтетический кадр в нём: 

Относительно удачный синтетически сделанный кадр имеется в фильме «Тип-Топ-звуковой изобретатель», где Тип-Топ скачет по холмам. Момент спуска и под’ема на экране, сливаясь воедино о соответствующими звуками, производит большое внечатление, давая подлинный синтетический образ.
В то же время сам выбор фильма «Тип-Топ — звуковой изобретатель» для включения в первую звуковую программу кино вызвал критику Ильфа и Петрова: 

Первая программа звукового кино сразу показала несоответствие между самим изобретением и его применением. Изобретение уже разменяли на мелочь, уже заставили работать для неинтересных и малопонятных похождений мультипликационного Тип-Топа, который для нашего времени ничуть не лучше довоенного Глупышкина.

Сеансы сопровождались живым оркестром, билеты стоили от 35 копеек до 1 рубля 10 копеек. Детальные рецензии не сохранились.

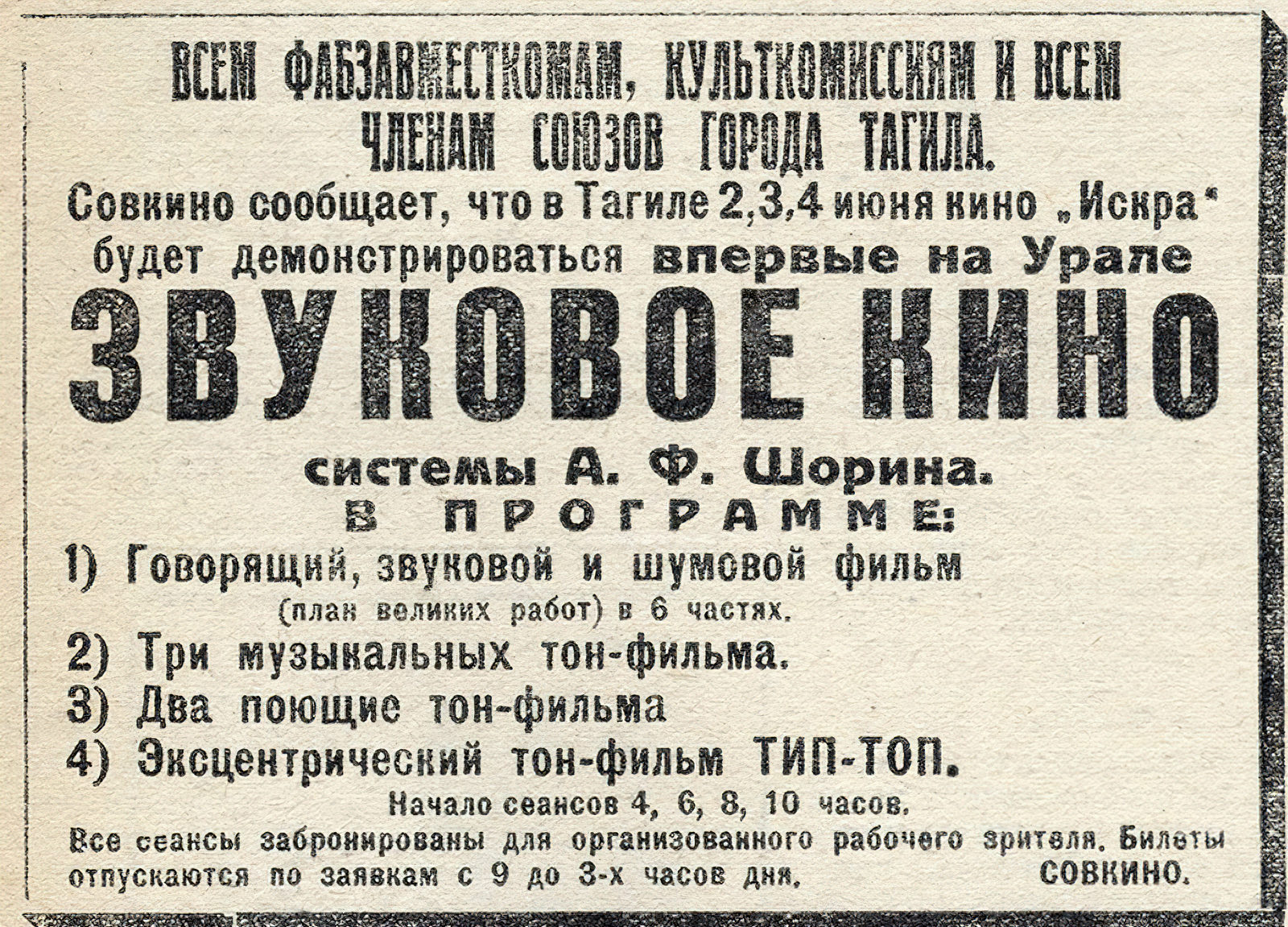
Вырезка из газеты — показ мультфильма в Тагиле

## Утрата
Программа с фильмом «Тип-Топ» шла в московском кинотеатре «Совкино» 25-26 августа 1929 года. Сеансы начинались в 19:00, 20:45 и 22:30, билеты продавались через агентство «Союзкино». Но, как и многие ранние звуковые фильмы, «Тип-Топ — звуковой изобретатель» считается утраченным. Копий и фрагментов мультфильма обнаружено не было.